# 道外方
道外方または道化方（どうけがた）は、歌舞伎の役どころのひとつ。おもに笑いを誘う。
歌舞伎の道外方は、最も古い時期に成立した役柄の一つといわれる。西欧の道化師とおなじように物真似や滑稽な口上で人を笑わせたが、道化師との大きな違いは、道外方が純然とした芝居の役どころとして発達したことにある。元禄歌舞伎では、演目の構成上特に重要な一場面を担当することが多く、それもただ滑稽な演技で観客を笑わせるだけではなく、司会役としての役割を兼ねた役どころだった。しかしその後の歌舞伎が物語性を追求したものになっていったこと、そして通し狂言がほとんどなくなり今日のような見取り狂言じたてになったことで、道外方の役割はしだいになくなり、天明歌舞伎のころまでには衰退してしまった。
なお当時の芝居小屋に掛けられる看板には、まず一枚目に一座の看板役者を、続く二枚目には人気の若衆方を、そして三枚目にこの道外方を書いて掲げていたが、これが面白可笑しい者のことを指す「三枚目」の語源の一つと考えられている。